# Hegetotheria
De Hegetotheria zijn een onderorde van uitgestorven zoogdieren die leefden van het Midden-Eoceen tot het Plioceen. Het behoort tot de Notoungulata, een groep van Zuid-Amerikaanse hoefdieren.

## Kenmerken
Hegetotheria leken qua uiterlijk en levenswijze op knaagdieren. Een kenmerk van deze herbivore groep waren de constant doorgroeiende snijtanden en kiezen.

## Families
Familie Archaeohyracidae Ameghino, 1897
- † Acoelohyrax Ameghino, 1902
- † Archaeohyrax Ameghino, 1897
- † Archaeotypotherium Roth, 1903
- † Bryanpattersonia Simpson, 1967
- † Eohegetotherium Ameghino, 1901
- † Eohyrax Ameghino, 1901
- † Plagiarthrus Ameghino, 1896
- † Protarchaeohyrax Reguero et al., 2003
- † Pseudhyrax Ameghino, 1901

Familie Hegetotheriidae Ameghino, 1894 = Pachyrucidae Lydekker, 1894
- † Hegetotherium Ameghino, 1887
- † Pachyrukhos Ameghino, 1885